# Bernardini (famiglia)
I Bernardini furono una famiglia patrizia italiana, della repubblica di Lucca, estintasi nella persona del conte Rodolfo nel 1929.

## Storia
La famiglia Bernardini fu per secoli uno dei punti di riferimento politico ed economico della Repubblica e Stato di Lucca.
Gli storici collocano l'origine della famiglia intorno all'anno mille con il capostipite Guido, Signore di Montemagno.
Tra il 1200 e il 1204 si parla del Podesta' Inghiramo, padre di Bernardino, eponimo della casata.
Lo stemma familiare riporta al centro un crescente di luna tradizionalmente inteso come prova della partecipazione della famiglia alla prima crociata.
I Bernardini si affermarono come abili mercanti sulle piazze francesi e nord europee come Avignone e Bruges da soli o associati con le maggiori famiglie dello stato di Lucca.
Il secolo d'oro della famiglia fu il '500, secolo a cui si affacciarono costruendo la cosiddetta "Domus Magna" su disegno dell'architetto Nicolao Civitali. Il Palazzo Bernardini sorge sulle case in zona detta S. Maria in Via, cioè vicino alla piccola cappella che gli stessi Bernardini acquistarono e rasero al suolo insieme a numerose case e magazzini per ottenere l'omonima piazza su cui prospetta oggi il palazzo. Di questa origine privata della piazza rimase l'uso continuato fino alla seconda guerra mondiale di recingere la superficie della piazza con catene in modo da riaffermarne il possesso. Il palazzo è attualmente la sede dell'Associazione Industriali.

### Martino Bernardini
Ma il '500 fu anche il secolo della riforma e controriforma cattolica, della rivolta sociale, detta degli straccioni (1531), tra le migliaia di tessitori che prendevano parte alla lavorazione della seta. Per scongiurare il peggio, fu deciso, attraverso le cosiddette leggi Martiniane, di escludere i contadini dalla partecipazione alla vita politica. É, infatti, da Martino Bernardini, gonfaloniere della Repubblica nel 1556, che prese il nome la legge che riservava le maggiori cariche pubbliche nelle mani di alcune famiglie attraverso l'istituto della cittadinanza originaria. Ciò in modo da escludere tutti gli "homines novi" che si volessero affacciare sulla scena politica. Fu il primo passo che portò verso un governo aristocratico della città, successivamente istituito formalmente con i "Libri di corredo della signoria" del 1628, nei quali vennero elencate le 215 famiglie ammesse a godere dei diritti di cittadinanza attiva e passiva, cioè di essere elettori ed eletti tra i senatori e nelle alte magistrature lucchesi.
In quel periodo furono massicci gli investimenti fondiari della famiglia, tra cui anche la Villa Bernardini di Vicopelago e la vicina villa di Massa Pisana.
Da fine settecento la famiglia si divise in tre rami distinti dai luoghi in cui vissero: ramo di S. Giorgio con casa nel bel palazzo già Boccella, ramo di S. Giusto che abitava nel palazzo già Gigli ed oggi della Cassa di Risparmio ed infine quello di Palazzo Bernardini, in una finestra del quale si trova ancora oggi la celebre "Pietra del diavolo".

### Federico Bernardini
Federico Bernardini  (1742-1818) fu proprietario della villa rinascimentale denominata "Palazzaccio", sita sulla sponde destra del Rogio, oggi in Colognora di Compito, ma appartenente all'antico comune di San Ginese di Compito: lo stato di incuria ha ridotto l'edificio ad un rudere. Nei pressi si sono effettuati negli ultimi decenni del XX secolo scavi archeologici all'interno del Progetto delle 100 Fattorie romane, recentemente rifinanziato. 

### Lorenzo Bernardini
Lorenzo Bernardini figura nelle carte dell'Archivio di Stato di Lucca che si occupavano del Rogio del secolo XIX, come proprietario della stessa villa padronale sita in Colognora di Compito: all'epoca l'edificio, miracolosamente sopravvissuto alle periodiche alluvioni, era adibito a Colombara, ovvero luogo di allevamento dei colombi, che all'epoca erano preziosi perché impiegati per il servizio di messaggica tra privati.